# Мельников, Сергей Фёдорович
Серге́й Фёдорович Ме́льников (29 мая 1898, Владимирская губерния — 21 сентября 1976, Москва) — главный инженер Архангельского целлюлозно-бумажного комбината Архангельского совнархоза, Герой Социалистического Труда (1961).

## Биография
Родился 29 мая 1898 года в г. Меленки Владимирской губернии (ныне — Владимирская область).
В 1926 году окончил Ленинградский лесной институт, после чего до 1934 года трудился мастером, заместителем начальника цеха, начальником цеха, начальником производства, а в 1934—1937 годах — техническим директором Дубровского лесобумажного комбината в Ленинградской области.
В 1937 году был арестован по обвинению во вредительстве на строительстве предприятия и осуждён по статье 58-7 УК РСФСР на 20 лет исправительно-трудовых лагерей, в лагерях работал по специальности в сфере целлюлозно-бумажной промышленности. В 1939 году становится техническим консультантом директора завода № 2 в посёлке Кодино Онежского района Архангельской области. В 1941 году точно в срок осуществил пуск комбината «Хорлу» в Ленинградской области. В 1942—1943 годах — прораб, старший инженер отдела, консультант начальника строительства на сооружении предприятия в городе Тавда Свердловской области. В 1944 году — старший инженер, начальник отдела на строительстве целлюлозного завода в посёлке Лобва Свердловской области, который в конце года успешно вступил в эксплуатацию. В июне 1944 года за образцовое поведение и плодотворную работу досрочно освобождён и назначен начальником Соликамского целлюлозно-бумажного комбината (ЦБК) в городе Соликамск Молотовской области (ныне — Пермский край). В 1947 году — главный инженер Соликамского ЦБК.
В 1947—1962 годах — главный инженер Архангельского целлюлозно-бумажного комбината в посёлке Ворошиловский Исакогорского района города Архангельска (ныне — город Новодвинск Архангельской области).
Сыграл огромную роль в восстановлении Архангельского ЦБК в послевоенное время. В 1948 году на комбинате начался выпуск вискозной целлюлозы, в 1950 году — запуск суперкаландра № 1, введена в эксплуатацию бумагоделательная машина (БДМ) № 2. В 1951 году паровой котёл № 1 был переведён на скоростное сжигание древесных отходов в топках системы профессора В. В. Померанцева. К 1959 году полностью реабилитирован.
Указом Президиума Верховного Совета СССР от 29 июня 1961 года «за выдающиеся успехи, достигнутые в развитии целлюлозно-бумажной промышленности» удостоен звания Героя Социалистического Труда с вручением ордена Ленина и золотой медали «Серп и Молот».
В 1962 году переведён на должность главного инженера Всесоюзного объединения «Союзоргбумпром» в Москве.
Проживал в Москве, где скончался в 1976 году, похоронен в Москве на Кунцевском кладбище.
Награждён орденом Ленина (29.06.1961), медалями. Имя Героя носит одна из улиц города Новодвинска Архангельской области.